# Timothy B. Schmit
Timothy Bruce Schmit, ameriški pevec, bas kitarist, studijski glasbenik in skladatelj, * 30. oktober 1947, Oakland, Kalifornija, Združene države Amerike. 
Timothy B. Schmit je ameriški glasbenik, pevec in skladatelj. Najbolj je znan kot bas kitarist in pevec v skupini Poco in Eagles. Schmit je prav tako delal kot studijski glasbenik in solist. Leta 1998 je bil kot član skupine Eagles sprejet v Hram slavnih rokenrola.

## Biografija
Schmit se je rodil v Oaklandu v Kaliforniji. Odraščal je v Sacramentu, pri 15. letih je začel igrati v folk skupini »Tim, Tom & Ron«. Skupina se je preoblikoval v skupino »Contenders«, kasneje pa se je skupina preimenovala v »New Breed« (tudi »The Breed«). Skupina je leta 1965 izdala skladbo »Green Eyed Woman«, ki je postala velik radijski hit. Skupina je leta 1968 pod imenom »Glad« izdala album Feelin' Glad.
Leta 1968 je Schmit opravil avdicijo za skupino Poco, vendar na željo ustanovnega člana Randyja Meisnerja ni postal član skupine. Ko je leta 1970 Meisner zapustil skupino, ga je nadomestil Schmit, ki je postal bas kitarist in pevec skupine. Schmit je napisal in odpel skladbo »Keep on Tryin'«, ki je postal največji hit skupine Poco. Singl je leta 1975 dosegel 50. mesto na lestvici Billboard Hot 100. Poleg skupine Poco je Schmit sodeloval tudi s skupino »Firefall« in je prispeval vokal pri njihovem hitu »Just Remember I Love You«.
Schmit je igral bas kitaro in prispeval spremljevalne vokale na albumih Pretzel Logic, The Royal Scam in Aja skupine Steely Dan. Skupaj z Brockom Walshem, J. D. Southerjem in Freddiejem Mercuryjem je Schmit prispeval spremljevalne vokale pri skladbi »Never Let Her Slip Away« Andrewa Golda, ki je leta 1978 postala top 5 hit v Združenem kraljestvu.

## Eagles
Leta 1977 se je Schmit po turneji »Hotel California« pridružil skupini Eagles, kjer je zopet zamenjal Randyja Meisnerja na bas kitari in vokalih. Čeprav je skupina Eagles kalifornijska skupina, je Schmit edini član skupine, ki prihaja iz Kalifornije.
Na albumu The Long Run iz leta 1979 je Schmit soavtor in glavni pevec skladbe »I Can't Tell You Why«. Skupina je leta 1980 propadla in se ponovno združila leta 1994. Na albumu Hell Freezes Over je Schmit prispeval glavni vokal pri skladbi »Love Will Keep Us Alive«.
Leta 2007 je skupina izdala nov album Long Road Out of Eden. Trenutno zasedbo skupine sestavljajo Schmit, Don Henley in Joe Walsh.

## Kariera po razpadu Eaglesov
Po razpadu Eaglesov je Schmit začel s solo kariero, prav tako pa je deloval kot studijski glasbenik. Kot studijski vokalist je prispeval vokale pri številnih skladbah vključno s skladbo »Fire Lake« Boba Segerja, »Look What You've Done To Me« Boza Scaggsa, »Heavy Metal (Takin' A Ride)« Dona Felderja in »Southern Cross« skupine Crosby, Stills and Nash. Poleg tega je sodeloval pri Don Henleyjevih skladbah »Dirty Laundry« in »You Don't Know Me at All«.
Skupaj s svojim predhodnikom pri skupinah Poco in Eagles, Randyjem Meisnerjem in Joejem Walshem je prispeval spremljevalne vokale pri skladbi »Should've Known Better« Richarda Marxa, ki je leta 1987 postala hit. Schmit je prav tako prispeval spremljevalne vokale pri skladbah »I Won't Hold You Back« in »Africa« skupine Toto ter »Everything in Between« skupine Jars of Clay. Leta 1983 je igral na solo albumu Glenna Shorrocka. Leta 1991 je Schmit priredil skladbo »I Only Have Eyes for You« za glasbo iz filma Don't Tell Mom the Babysitter's Dead. Leta 1988 je prispeval spremljevalne vokale pri albumu The Lover in Me Sheene Easton, leto kasneje pa je Schmit prispeval spremljevalne vokale pri singlu »Heartbeat« Stacey Q.
Schmit je leta 1982 odšel na turnejo skupaj s skupino Toto, leta 1983 in 1984 skupaj z Jimmyjem Buffettom, leta 1985 pa kot član skupine Coral Reefer Band. Leta 1992 je bil tudi član skupine Ringo Starr & His All-Starr Band. Leta 1993 je prispeval spremljevalne vokale na albumu No Time to Kill Clinta Blacka. Leta 1996 je pel priredbo skladbe »Caroline, No« skupine The Beach Boys, ki je izšla na njihovem albumu Stars and Stripes Vol. 1. Leta 2000 je šel na turnejo skupaj z Danom Fogelbergom, na kateri je posnel album v živo  Dan Fogelberg Live. Schmit je tudi prispeval harmonije pri skladbi »Because I Can« Katy Rose.
Schmitov zadnji album Expando je izšel 20. oktobra 2009.

## Zasebno življenje
Schmit je oče treh otrok: hčerke od prve žene in hčerke in sina od njegove sedanje žene.

## Diskografija

### Solo
- Playin' It Cool (1984)
- Timothy B (1987)
- Tell Me the Truth (1990)
- Feed the Fire (2001)
- Expando (2009)
- Leap of Faith (2016)

### S skupino Eagles
- The Long Run (1979)
- Eagles Live (1980)
- Eagles Greatest Hits, Vol. 2 (1982)
- Hell Freezes Over (1994)
- The Very Best of the Eagles (1994)
- Selected Works: 1972–1999 (2000)
- The Very Best Of (2003)
- Eagles (2005)
- Long Road Out of Eden (2007)

### S skupino Poco
- Poco (1970)
- From the Inside (1980)
- A Good Feelin' to Know (1972)
- Crazy Eyes (1973)
- Seven (1974)
- Cantamos (1974)
- Head over Heels (1975)
- Rose of Cimarron (1976)
- Indian Summer (1977)